# Lin Ju
Pour les articles homonymes, voir Lin.
Lin Ju est un joueur de tennis de table de la République dominicaine né le 1er septembre 1979 à Fujian. Il est engagé dans le championnat de France de tennis de table de Pro A dans le club de ISSY.

## Palmarès
2008 : qualifié pour les Jeux Olympiques d'été de Pékin (Chine)
2008 : vice-champion d'Amérique latine à Saint-Domingue (République dominicaine)
2007 : vainqueur des Jeux Panaméricains à Rio de Janeiro (Brésil)
2007 : 1/16° finale Championnats du Monde à Zagreb (éliminé par Timo Boll)
2007 : vainqueur en Double Messieurs de l'Open de Saint-Pétersbourg (Russie)
2006 : vainqueur des XXe Jeux d'Amérique centrale à Carthagène des Indes (Colombie)
2005 : champion d'Amérique latine à Montevideo (Uruguay)
2005 : 1/4 de finale OPEN de Zagreb (Croatie), éliminé par Vladimir Samsonov
2004 : 1/8° finale aux Jeux Olympiques d'Athènes (éliminé par Wang Hao)
2003 : vainqueur des Jeux Panaméricains à Saint-Domingue (République dominicaine)